# Al-Asraf Kúdzsuk egyiptomi szultán
Al-Asraf Kúdzsuk, trónra lépése előtt Alá ad-Dín Kúdzsuk ibn an-Nászir Muhammad (1334 k. – Egyiptom, Kairó, 1345) an-Nászir Muhammad fia, az egyiptomi bahrí mamlúkok tizennegyedik szultánja, egyben az 1382-ig uralkodó kalávúnida dinasztia ötödik tagja volt (uralkodott 1341 augusztusától 1342 januárjáig). Neve, a Kúdzsuk török eredetű, a kücsük/küçük (kicsi) szó arabos átirata. Teljes titulusa al-Malik al-Asraf, melynek jelentése: „a legnemesebb király”.
Azután került trónra – másodikként Muhammad szultán nyolc fia közül –, hogy az államéletben egyeduralmat szerző Saubak mamlúk megbuktatta féltestvérét, al-Manszúr Abú Bakrot, és bábként őt ültette a trónra. Uralkodása csak néhány hónapig tartott: egy féltestvére, Ahmad nevében összeesküvés végzett Saubakkal, és Kúdzsukot lemondatták. Kiskorú lévén anyjával együtt a fellegvár női részlegébe vonult vissza, ahol a még 1342-ben lemondatott Ahmadot követő újabb féltestvér, Iszmáíl anyja féltékenységből rövidesen mindkettejükkel végzett.